# 篠田節夫
篠田 節夫（しのだ せつお、1924年11月3日 - 1995年5月22日）は、日本の男性俳優、声優。岐阜県出身。東京放送劇団に所属していた。上智大学卒業。

## 出演作品

### テレビドラマ
- 赤ひげ - 田波正伯 役
- 勝海舟 - 松川義兵衛 役
- 天下御免
- 竜馬がゆく - 西郷家老僕（川口雪篷） 役

### 映画
- 日本奇説性祭記

### テレビアニメ
- レインボー戦隊ロビン（1966年 - 1967年、ベンケイ[6]）

### 劇場版アニメ
- 西遊記（沙悟浄）
- わんぱく王子の大蛇退治（イザナギ）

### 人形劇
- サンダーバード（キラノ）
- こどもにんぎょう劇場
  - 『こぞうのおるすばん』（和尚）
  - 『霊芝草』

### ラジオドラマ
- 天の川（1952年、NHK） - 酒屋 役[7]
- NHK連続放送劇『明石の上』 - 良清 役
- オホーツク老人
- 警報機は鳴っていた
- 源氏物語『花散里』（良清）
- 同じ奴

### 舞台
- 虹の断片（1966年、東京放送劇団） - 堺医師[8]

### その他
- 理科教室小学校3年生（ゴロ）